# イゴール・ジェズス・リマ
イゴール・ジェズス・リマ（Igor Jesus Lima、2003年3月7日 - ）は、ブラジル・ゴイアニア出身のサッカー選手。ロサンゼルスFC所属。ポジションは DF。

## 経歴

### フラメンゴ
2022年1月26日にカンピオナート・カリオカのAAポルトゥゲーザ戦でシニアデビューを果たした。

### エストレラ・アマドーラ
2024年8月30日、ジェズスはポルトガル、プリメイラ・リーガのエストレラ・アマドーラへ200万ユーロで移籍した。

### ロサンゼルスFC
2025年1月21日、ジェズスはMLSのロサンゼルスFCへ400万ユーロで移籍した。

## タイトル
フラメンゴ
- カンピオナート・カリオカ: 2024